# Frances McPhun

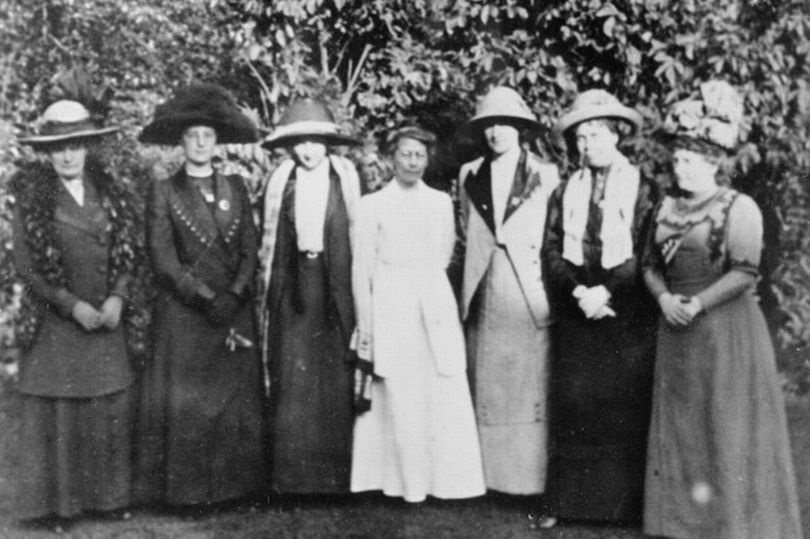
Helen Crawfurd, Janet Barrowman, Margaret McPhun, Mme AA Wilson, Frances McPhun, Nancy A. John et Annie Swan

Frances Mary McPhun (1880-1940) est une suffragette écossaise, organisatrice d'événements et de processions pour le droit de vote des femmes à Édimbourg.

## Biographie
Frances Mary McPhun naît à Glasgow en 1880. Elle fait ses études à l'université de Glasgow, où elle obtient une maîtrise en économie politique et des prix en économie politique, philosophie morale et littérature anglaise. Avec sa sœur Margaret McPhun elles rejoignent la Women's Social and Political Union (WSPU). Frances McPhun a organisé un spectacle où les femmes sont déguisées en personnalités écossaises célèbres pour une procession suffragiste qui se déroule à Édimbourg en octobre 1909.
Elle est organisatrice de la Scottish Suffrage Exhibition en 1910 et secrétaire de la filiale de la WSPU de Glasgow en 1911-1912. Sa sœur et elle sont emprisonnées, ainsi que des dizaines de femmes pour avoir brisé les fenêtres des bureaux gouvernementaux en mars 1912. Elle purge deux mois de travaux forcés à la prison de Holloway. Les sœurs ont utilisé le pseudonyme « Campbell » pour cacher leurs antécédents lors de leur arrestation. Elles sont alimentées de force durant leur séjour en prison et, à leur libération, reçoivent des Hunger Strike Medal « pour la bravoure », décernées par la WSPU.
Frances McPhun est active durant les campagnes électorales partielles à l'ouest de l'Écosse,,,. Elle meurt en 1940 à Glasgow.